# W型18気筒

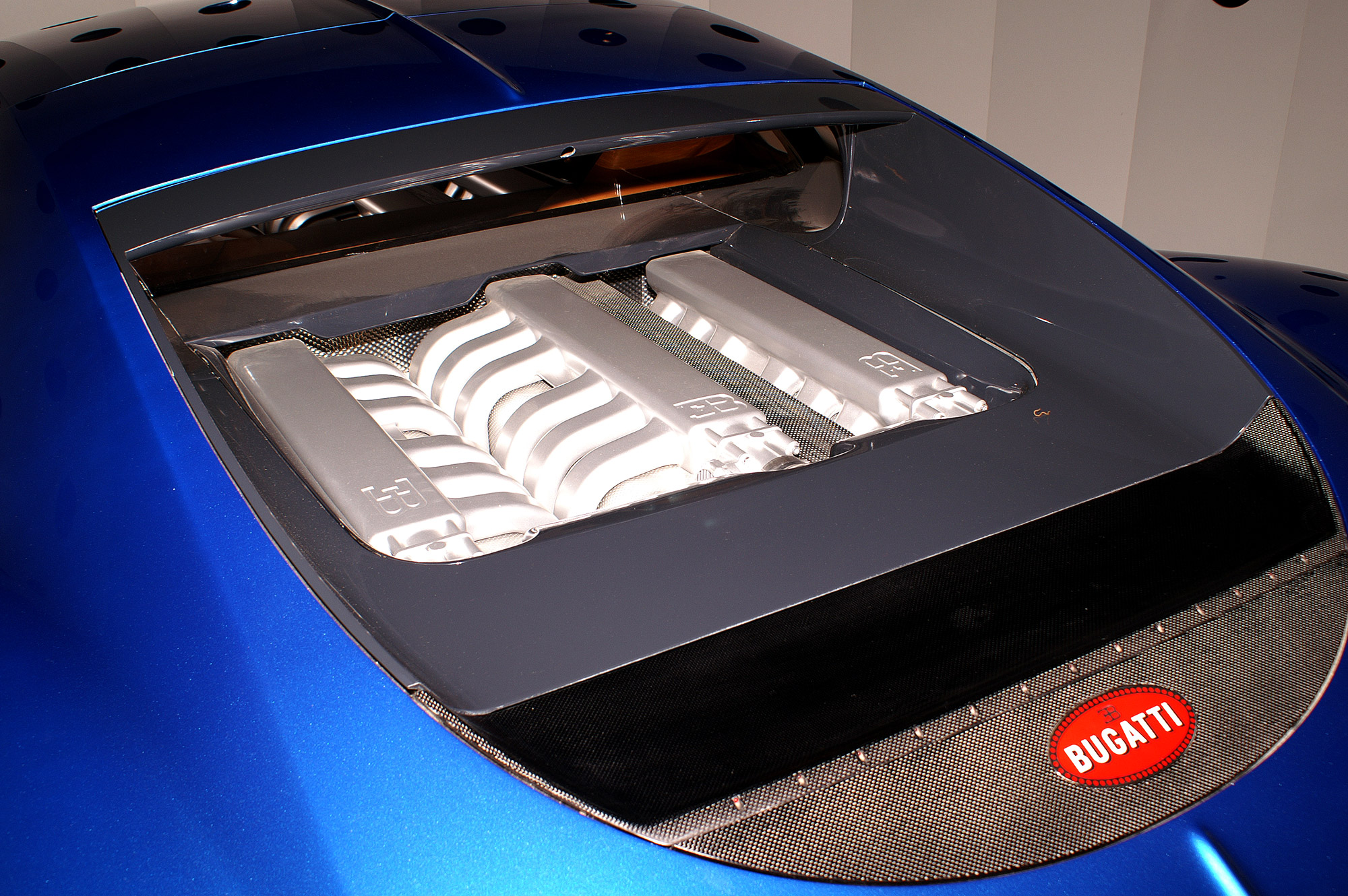
ブガッティ・18/3の3バンク式W型18気筒エンジン

W型18気筒（ダブリュがたじゅうはちきとう）はピストン式内燃機関（レシプロエンジン）のシリンダー配列形式の一つで、W型エンジンの一種。W18と略される事もある。

## レイアウト
通常は直列6気筒エンジンを60度ないし90度のバンク角度で3列に配置した3バンク式のレイアウトが採用される事が多い。それ故に他の3バンク式W型エンジンと同様に中央のバンクの吸排気系の取りまわしが困難となる冷却性の問題があり、これまでに多くのエンジンメーカーや技術者がこのレイアウトに挑戦したものの、その多くが市販に漕ぎ着ける事が無いまま終わっている。

## 開発
1920年代にen:Isotta-Fraschiniが60度3バンク式W型18気筒で820馬力の「Asso 750」エンジンと1100馬力の「Asso 1000」エンジンを開発、サヴォイア・マルケッティ_S.55に採用され1933年には空軍大臣イタロ・バルボに率いられた24機の編隊でイタリアのオルベテッロからアメリカ合衆国のシカゴまでの飛行を行ったことで知られており、この形式では数少ない成功例の一つでもある。
また、フォルクスワーゲンは自社で保有する狭角V型エンジンの技術を応用して、4バンク式のW型18気筒の開発にも挑んだ事がある。このエンジンは狭角V型5気筒エンジンのVR5シリーズの技術をベースに、9気筒化を行ったエンジンを2基組み合わせてW18気筒を実現していたが、余りにも構造が複雑で量産には不向きである事が露見し、試作のままで終わっている。現在、この系統の技術で最大のシリンダー数を持つエンジンはブガッティ・ヴェイロンのW型16気筒エンジンである。近年ではブガッティの試作車両向けに3バンクのW型18気筒エンジンを開発し、実際に1990年代終盤にブガッティ・EB 118とブガッティ・EB 218、ブガッティ・18/3に搭載したが、構造が複雑すぎて信頼性に欠ける事が露見し、結局市販されないまま終わっている。

## モータースポーツ
1967年にスクーデリア・フェラーリがF1に投入する為のW型18気筒エンジンの可能性を探るべく、ベースとなる500ccのW型3気筒エンジンを開発した事がある。計画では3,000ccの3バンク式W18エンジンとなり、11,000rpmで160馬力を発揮する予定であったが、その後この計画は廃案となり、1972年にはF1のレギュレーション自体から13気筒以上のエンジンが禁止となってしまった。
なお、この試作W3エンジンとW18エンジン計画に直接関わったフランコ・ロッキは1979年にフェラーリを去った後、その後10年余りの雌伏を経て1990年にイタリア人ビジネスマン、アーネスト・ビタをパトロンに迎える形でライフF1チームにて再びチーフエンジニアとしてF1に参画、1967年当時の設計とほぼ同じ構想の下で具現化されたW型12気筒で1990年のF1世界選手権に正式参戦を果たすが、全戦予備予選落ちという悲惨な結末に終わっている。